# كاربوبلاتين
كاربوبلاتين (بالإنجليزية: Carboplatin)‏ يباع الاسم التجاري بارابلاتين وغيرها، هو دواء كيميائي يستخدم في العلاج الكيميائي لعلاج عدد من أشكال السرطان. وهذا يشمل سرطان المبيض وسرطان الرئة وسرطان الرأس والعنق وسرطان المخ والأورام العصبية.يستخدم أحيانا، أيضا، لمعالجة أنواع أخرى من السرطانات، مثل سرطان الكلية لدى الأطفال. يعطى الكاربوبلاتين، عادة، مدموجا مع أدوية كيميائية أخرى، بطريقة التسريب عن طريق الحقن في الوريد.
الآثار الجانبية تحدث عادة. وتشمل الآثار الجانبية الشائعة، انخفاض مستويات خلايا الدم والغثيان والجفاف. وتشمل الآثار الجانبية الخطيرة الأخرى الحساسية، وزيادة في خطر الإصابة بسرطان من نوع آخر في المستقبل. الاستخدام أثناء الحمل قد يؤدي إلى إلحاق الضرر بالطفل. يعتبر الكاربوبلاتين ضمن الأدوية القائمة على البلاتين من عائلة مضادات الأورام ويعمل عن طريق تأثيره على عملية النسخ للحمض النووي (DNA).
وقد حصل هذا الدواء على براءة اختراع في عام 1972، واتفق على استخدامه طبيًّا في عام 1986. وهو مدرج في قائمة الأدوية الأساسية التي وضعتها منظمة الصحة العالمية، وهي الأدوية الأكثر فعالية وآمنة اللازمة في النظام الصحي. تبلغ تكلفته في العالم النامي حوالي 26.49 إلى 37.37 دولار لكل قارورة 450 ملغ. تكلفتة في المملكة المتحدة حوالي 200 دولار أمريكي.

## الاستخدامات الطبية
يستخدم كاربوبلاتين لعلاج عدد من أشكال السرطان. وهذا يشمل سرطان المبيض وسرطان الرئة وسرطان الرأس والرقبة وسرطان المخ، وبعض الأورام العصبية. 
ويمكن استخدامه لبعض أنواع سرطان الخصية ولكن استخدام سيسبلاتين عموما أكثر فعالية في هذه الحالة. 

## آلية العمل
يرتبط الكاربوبلاتين بالمادة الوراثية في الخلية.
فيسبب له الضرر وبذلك يعرقل نمو وانقسام الخلايا السرطانية. كغيره من الأدوية المضادة للسرطان، يؤدي كاربوبلاتين إلى وقف إنتاج خلايا الدم المختلفة في النقي، مما يسبب بالتالي فقر الدم وزيادة القابلية للإصابة بالعدوى (الالتهابات) وبنزيف غير طبيعي.
هناك نظريتان لشرح الآلية الجزيئية لعمل كاربوبلاتين مع الحمض النووي:
الأولى فرضية مثيل السيسبلاتين.
الثانية، فرضية عكس مثيل سيسبلاتين.
الأول هو أكثر قبولا بسبب تشابه المجموعات مع سيسبلاتين سابقتها، في حين أن الفرضية الأخيرة تتوخى آلية تفعيل البيولوجي للإفراج عن Pt2 والأنواع النشطة.

## الأثار الجانبية
أكبر فائدة لكاربوبلاتين هو انخفاض آثاره الجانبية مقارنةً مع سيسبلاتين، وخاصة القضاء على الآثار الكلوية.
الغثيان والقيء أقل حدة ويسهل التحكم فيها.
العيب الرئيسي لكاربوبلاتين هو تأثيره الكربوني. هذا يسبب في خفض كبير لخلايا الدم والصفائح الدموية ونخاع العظام في الجسم، وأحيانا تنخفض حتى 10٪ من مستويات الإنتاج المعتادة. نادر ما يحدث كبت نخاع العظم (تناقص عدد كريات الدم) بعد 21-28 يوما من العلاج الأول، وبعد ذلك خلايا الدم ومستويات الصفائح الدموية في الدم تبدأ في الاستقرار، وغالبا ما تقترب من مستويات ما قبل كاربوبلاتين لها. هذا الانخفاض في خلايا الدم البيضاء يمكن أن يسبب مضاعفات، لذلك في بعض الأحيان يستخدم أدوية مثل فيلغراستيم. ومن أبرز مضاعفات انخفاض كريات الدم البيضاء زيادة احتمال العدوى من قبل الكائنات الدقيقة الممرضه، الأمر الذي يتطلب إعادة دخول المستشفى والعلاج بالمضادات الحيوية.
كاربوبلاتين هو أقل فعالية من سيسبلاتين. اعتمادا على سلالة من السرطانات، كاربوبلاتين قد يكون فعال فقط بنسبة 1/8 إلى 1/45 . المعيار السريري للجرعة من كاربوبلاتين هو عادة نسبة 4: 1 مقارنة مع سيسبلاتين. أي أن، هناك حاجة إلى أربعة أضعاف الكاربوبلاتين لتحقيق نفس فعالية الجرعة التي تتطلب عادة من سيسبلاتين.
يتم امتصاص الدواء مرة واحدة، وتظهر فعاليتة أطول بكثير من سيسبلاتين، لكن الكاربوبلاتين يسبب الخمول للجسم، تقريباً 90٪ من كاربوبلاتين يظهر في البول.
قد يحدث أعراض الجرعة الزائدة تشمل: الغثيان والقيء الشديد، الضرر في السمع، الضرر في الرؤية، نبضات القلب السريعة، ضيق التنفس والإغماء.

## الكيمياء
من حيث هيكلها، كاربوبلاتين يختلف عن سيسبلاتين في أنه يحتوي على ديكاربوكسيلات بينتيدات بدلا من ليغاندس كلوريد، والتي هي مجموعات ترك في سيسبلاتين.لهذا السبب، ديكاربوكسيلات بينتيدات يستخدم أحيانا في الأدب الطبي كما اختصاره يشير إلى كاربوبلاتين.يعد الكاربوبلاتين أقل تفاعل وبطء حركة تفاعلات الحمض النووي، على الرغم من أن له نفس التأثير في المختبر في جرعات مكافئة مع سيسبلاتين.بعض النتائج تظهر أن سيسبلاتين وكاربوبلاتين يسبب تغيرات مورفولوجية مختلفة على الخلاية أي انه يمارس سلوكه السام للخلايا.
انخفاض معدل إفراز الكاربوبلاتين يعني أنه يتم حفظه أكثر في الجسم، وبالتالي آثاره هي أطول مقارنتة مع سيسبلاتين.

## الجرعة
تُستخدم صيغة كالفيرت لحساب جرعة الكاربوبلاتين. فإنه يأخذ في الاعتبار تصفية الكرياتينين والمنطقة المطلوبة تحت المنحنى.

## التاريخ
اكتُشف كاربوبلاتين في جامعة ولاية ميشيغان، وطُور في معهد أبحاث السرطان في لندن. اكتسبت إدارة الغذاء والدواء الموافقة على كاربوبلاتين، تحت اسم العلامة التجارية بارابلاتين في مارس 1989.
ابتداء من أكتوبر 2004، أصبحت إصدارات عامة من الدواء متاح.

## أبحاث
كما تم استخدام كاربوبلاتين للعلاج المساعد في المرحلة الأولى لسرطان الخصية. وقد أشارت الأبحاث إلى أنها ليست أقل فعالية من العلاج الإشعاعي المساعد لهذا العلاج، في حين أن لها آثار جانبية أقل. وقد أدى هذا إلى استخدام كاربوبلاتين كعلاج مساعد ويفضل عموما على العلاج السريري الإشعاعي المساعد.